# Runnin' Blue
«Runnin' Blue» es el último sencillo del álbum The Soft Parade de la banda The Doors, lanzado en agosto de 1969 junto con el B-side "Do It".
Este tema está dedicado al cantante de soul Otis Redding, quien falleció un 10 de diciembre de 1967, además cuenta con la primera aparición vocal del guitarrista de la banda, Robby Krieger.
- Datos: Q2553703